# McKendree University Men's Volleyball
La McKendree University Men's Volleyball è la squadra di pallavolo maschile appartenente alla McKendree University, con sede a Lebanon: milita nella Midwestern Intercollegiate Volleyball Association della NCAA Division I.

## Storia
La squadra di pallavolo maschile della McKendree University Men's Volleyball viene fondata nel 2012, un anno dopo il programma viene affidato all'allenatrice Nickie Sanlin, che inizia a costruire la squadra per partecipare alla NCAA Division I. Dopo la prima annata in cui il programma gareggia come indipendente, nel 2015 viene affiliato alla MIVA, rendendo i Bearcats la nona squadra appartenente alla conference.

## Conference
- Indipendente: 2014
- Midwestern Intercollegiate Volleyball Association: 2015-

## National Coach of the Year
- Nickie Sanlin (2025)

## All-American

### Second Team
- Nathan Flayter (2025)

## Allenatori
- Nickie Sanlin: 2013-